# NGC 483

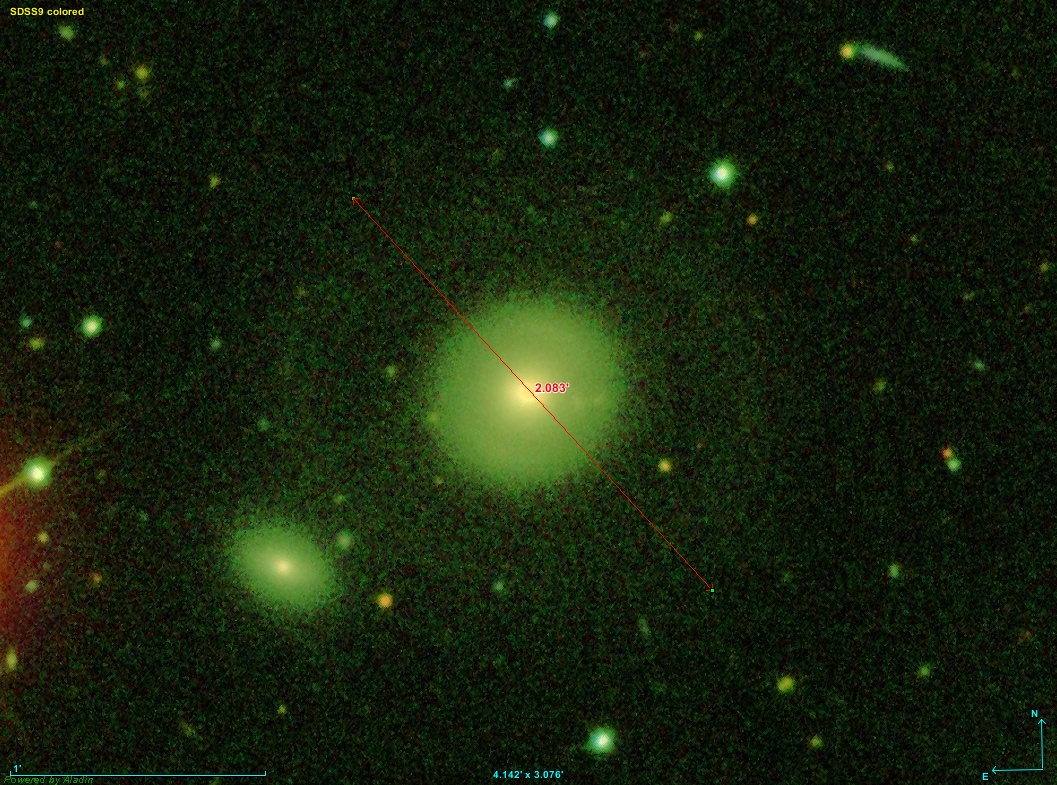
NGC 483 est entourée d'un anneau pâle d'environ 2 minutes d'arc. (Image provenant des données SDSS)

NGC 483 est une galaxie lenticulaire entourée d'un anneau pâle d'environ 2 minutes d'arc et située dans la constellation des Poissons. NGC 483 a été découverte par l'astronome britannique John Herschel en 1827. 

## Caractéristiques
Sa vitesse par rapport au fond diffus cosmologique est de 5 713 ± 28 km/s, ce qui correspond à une distance de Hubble de 84,3 ± 5,9 Mpc (∼275 millions d'al).

## Groupe de NGC 507
NGC 483 fait partie du groupe de NGC 507. Ce vaste groupe comprend au moins 42 galaxies dont 21 figurent au catalogue NGC et 5 au catalogue IC. Quatre membres de ce groupe sont aussi des galaxies de Markarian. La plus brillante de ces galaxies est NGC 507 et la plus grosse est NGC 536.

## Groupe WBL 038
En se basant sur un catalogue de 732 groupes de galaxies rapprochées et pauvres en membres publié en mai 1999 par Richard A. White, Mark Bliton, Suketu P. Bhavsar, Patricia Bornmann, Jack O. Burns, Michael J. Ledlow et Christen Loken, la base de données indique que NGC 507 fait partie du groupe WBL 308. La désignation employée pour les groupes de ce catalogue est WBL xyz-ab, où xyz correspond au numéro du groupe et ab au numéro de la galaxie qui dépasse très rarement le nombre 10. L'identification de la galaxie peut être réalisée la plupart du temps en entrant la désignation WBL xyz-ab de celle-ci dans la base de données NASA/IPAC. Selon ce catalogue, le groupe  WBL 038 comprend 22 galaxies, mais malheureusement elles ne sont pas identifiées. Cependant, selon A.M. Garcia, certaines d'entre elles font partie du groupe de NGC 499 et d'autres du groupe de NGC 507. Le tableau ci-dessous permet de faire la comparaison entre les deux articles. La première colonne indique, s'il y a lieu, le groupe auquel appartient la galaxie selon A.M. Garcia.
| Groupe | Dés WBL    | Autre désignation | Class.            | Type         | Constellation | α (J2000.0)      | δ (J2000.0)     | Vitesse radiale (km/s) | m      | Distance (Mpc) | Diamètre (kal) |
| ------ | ---------- | ----------------- | ----------------- | ------------ | ------------- | ---------------- | --------------- | ---------------------- | ------ | -------------- | -------------- |
|        | WBL 038-01 | UGC 478           | Sa                | Spirale      | Pégase        | 00h 46m 25.7285s | 30° 14′ 18.193″ | 4997 ± 6               | -18,48 | 69,1 ± 4,9     | 113            |
|        | WBL 038-02 | CGCG 500-090      | ?                 | ?            | Pégase        | 00h 46m 52.3716s | 30° 16′ 03.946″ | 4723 ± 109             | -18,48 | 69,0 ± 5,1     | 52             |
|        | WBL 038-03 | UGC 485           | Sd                | Spirale      | Pégase        | 00h 47m 08.2831s | 30° 20′ 27.754″ | 5248 ± 2               | -22,30 | 73,0 ± 5,1     | 137            |
|        | WBL 038-04 | NGC 483           | S?                | Spirale      | Poissons      | 01h 21m 56.3067s | 33° 31′ 15.651″ | 5997 ± 20              | 13,2   | 84,3 ± 5,9     | 105            |
|        | WBL 038-05 | IC 1682           | ?                 | ?            | Poissons      | 01h 22m 13.2005s | 33° 15′ 27.243″ | 4330 ± 20              | 13,6   | 59,7 ± 4,2     | 77             |
|        | WBL 038-06 | CGCG 502-055      | ?                 | ?            | Poissons      | 01h 22m 33.9988s | 33° 06′ 12.145″ | 6039 ± 60              | ?      | 84,9 ± 6,1     | 84             |
|        | WBL 038-07 | NGC 494           | Sab               | Spirale      | Poissons      | 01h 22m 55.3780s | 33° 10′ 25.993″ | 5462 ± 9               | 12,9   | 76,4 ± 4,4     | 155            |
| Gr 499 | WBL 038-08 | NGC 495           | (R')SB(s)0/a pec? | Lenticulaire | Poissons      | 01h 22m 55.9567s | 33° 28′ 17.027″ | 4114 ± 10              | 12,9   | 56,5 ± 4,0     | 102            |
| Gr 499 | WBL 038-09 | NGC 499           | S0-               | Lenticulaire | Poissons      | 01h 23m 11.5936s | 33° 27′ 36.864″ | 4399 ± 10              | 12,1   | 60,7 ± 4,3     | 145            |
|        | WBL 038-10 | NGC 496           | Sbc               | Spirale      | Pégase        | 01h 23m 11.5832s | 33° 31′ 45.132″ | 6004 ± 3               | 13,4   | 84,4 ± 5,9     | 114            |
| Gr 507 | WBL 038-11 | IC 1687           | E3                | Elliptique   | Pégase        | 01h 23m 19.1349s | 33° 16′ 39.248″ | 4839 ± 20              | 13,7   | 69,9 ± 4,9     | 70             |
| Gr 507 | WBL 038-12 | NGC 483           | SA0^0(r)          | Lenticulaire | Poissons      | 01h 23m 22.4103s | 33° 25′ 58.693″ | 4830 ± 15              | 12,8   | 69,7 ± 4,9     | 59             |
| Gr 499 | WBL 038-13 | NGC 504           | S0                | Lenticulaire | Poissons      | 01h 23m 27.9121s | 33° 12′ 15.798″ | 4148 ± 13              | 13,0   | 57,0 ± 4,0     | 111            |
|        | WBL 038-14 | NGC 503           | E?                | Elliptique   | Poissons      | 01h 23m 28.4268s | 33° 19′ 54.570″ | 5922 ± 20              | 14,1   | 83,2 ± 5,8     | 85             |
| Gr 507 | WBL 038-15 | NGC 507           | SA(r)0^0^         | Lenticulaire | Poissons      | 01h 23m 39.9511s | 33° 15′ 21.901″ | 4934 ± 7               | 11,2   | 68,6 ± 4,8     | 262            |
|        | WBL 038-16 | NGC 515           | E0?               | Elliptique   | Poissons      | 01h 23m 40.5841s | 33° 16′ 50.512″ | 5526 ± 12              | 13,1   | 77,2 ± 5,4     | 102            |
| Gr 507 | WBL 038-17 | IC 1689           | S0?               | Lenticulaire | Poissons      | 01h 23m 47.8798s | 33° 03′ 19.161″ | 4566 ± 7               | 18,8   | 63,2 ± 4,4     | 71             |
| Gr 507 | WBL 038-18 | IC 1690           | S0                | Lenticulaire | Poissons      | 01h 23m 49.5278s | 33° 09′ 22.530″ | 4636 ± 11              | 13,9   | 64,2 ± 4,4     | 70             |
|        | WBL 038-19 | ARK 039           | S?                | Spirale      | Poissons      | 01h 23m 58.5185s | 33° 18′ 47.750″ | 5022 ± 20              | -19,4  | 69,9 ± 4,9     | 64             |
|        | WBL 038-20 | IC 1692           | ?                 | ?            | Poissons      | 01h 24m 39.5368s | 33° 14′ 08.733″ | 5525 ± 23              | -18,9  | 77,3 ± 5,5     | 62             |
|        | WBL 038-21 | NGC 515           | S0                | Lenticulaire | Poissons      | 01h 24m 38.5156s | 33° 28′ 22.106″ | 5097 ± 20              | 13,0   | 71,0 ± 5,0     | 130            |
| Gr 499 | WBL 038-22 | NGC 517           | S0                | Lenticulaire | Poissons      | 01h 24m 43.8103s | 33° 25′ 46.364″ | 4204 ± 18              | 12,5   | 57,1 ± 4,1     | 130            |

La distance moyenne des galaxies du groupe WBL 038 est égale à 70,0 ± 9,2 Mpc (∼228 millions d'al) où l'incertitude de 9,2 Mpc est l'écart type des distances.